# Drottning Silvias Jubileumsfond
Stiftelsen Drottning Silvias jubileumsfond är en svensk stiftelse, som är knuten till drottning Silvia och som stöder forskning för barn och ungdom med handikapp. Det var svenska folkets gåva till drottningen på hennes 50-årsdag, den 23 december 1993. Stiftelsen förvaltas av Hovförvaltningen.